# Кузнецов, Виктор Иванович (актёр)
Виктор Иванович Кузнецо́в (1911—1981) — советский актёр театра. Народный артист РСФСР (1955). Лауреат Сталинской премии второй степени (1949).

## Биография
Родился 16 февраля (1 марта) 1911 года.
Театральное образование получил в Архангельске. Служил в театрах Калинина, Брянска.
Актёр КАТД имени М. Горького (1939—1959), ГАТД имени М. Горького (1959—1981).
Умер 21 февраля 1981 года. Похоронен в Нижнем Новгороде на Красном кладбище.
Жена — актриса Сергеева, Лидия Владимировна (1912—1987).

## Роли в театре
- «Разлом» Б. А. Лавренёва — Артём Михайлович Годун
- «Парень из нашего города» К. М. Симонова — Сергей Луконин
- «Фронт» А. Е. Корнейчука — Огнев
- «Офицер флота» А. А. Крона — Виктор Иванович Горбунов
- «Крепость на Волге» И. Л. Кремлёва — С. М. Киров
- «Персональное дело» А. П. Штейна — Алексей Кузьмич Хлебников
- «Всё остаётся людям» С. И. Алёшина — Фёдор Алексеевич Дронов
- «Палата» С. И. Алёшина — Новиков
- «Чайка» А. П. Чехова — Борис Алексеевич Тригорин
- «Три сестры» А. П. Чехова — Александр Игнатьевич Вершинин
- «Царь Фёдор Иоаннович» А. К. Толстого — Фёдор Иоаннович

## Фильмография
- 1969 «Угрюм-река»
- 1960 «Хлеб и розы»

## Награды и премии
- народный артист РСФСР (1955)
- Сталинская премия второй степени (1949) — за исполнение роли С. М. Кирова в спектакле «Крепость на Волге» И. Л. Кремлёва (Шехтмана)[1]